# Holocnemus
Holocnemus és un gènere d'aranyes araneomorfes de la família dels fòlcids (Pholcidae). Fou descrit per primera vegada l'any 1873 per Eugène Simon.
La seva distribució se centra en la zona de la Mediterrània occidental. En el cas de H. pluchei el 1974 es van trobar exemplars introduïts a Califòrnia. Posteriorment s'ha anat estenent amb observacions a Mèxic el 1990, i el 2008 ja s'han trobat exemplars a Amèrica del Sud.

## Taxonomia
Segons el World Spider Catalog, dins del gènere Holocnemus hi ha 3 espècies reconegudes amb data de desembre de 2018:
- Holocnemus caudatus (Dufour, 1820)
- Holocnemus hispanicus Wiehle, 1933
- Holocnemus pluchei (Scopoli, 1763) (espècie tipus)